# Euryopis spiritus
Euryopis spiritus är en spindelart som beskrevs av Claude Lévi 1954. Euryopis spiritus ingår i släktet Euryopis och familjen klotspindlar. Inga underarter finns listade i Catalogue of Life.